# Marco Valerio Probo

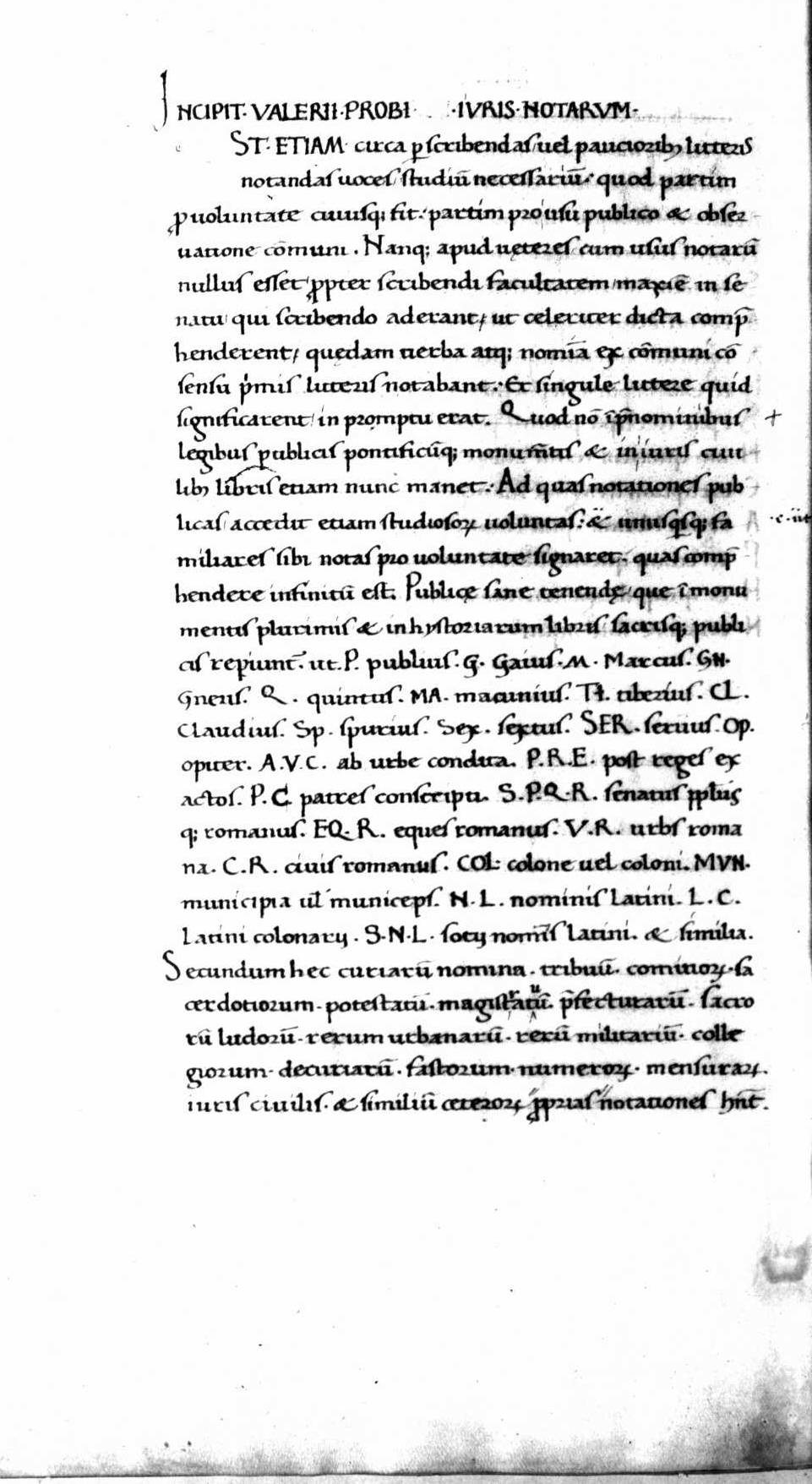
De iuris notarum, fragm., manoscritto, XV secolo. Milano, Biblioteca Ambrosiana, Fondo manoscritti, ms. I 115 sup. (9).

Marco Valerio Probo (in latino Marcus Valerius Probus; Berito, I secolo – ...) è stato un filologo e grammatico romano del I secolo.

## Biografia
Scrive Svetonio che Probo, nato a Berito, dopo aver a lungo aspirato al grado di centurione, si dedicò agli studi e da un maestro del luogo lesse opere di scrittori così antichi da essere stati ormai dimenticati a Roma, traendo da loro «un ostinato amore per la letteratura arcaica».
Si occupò, allora, di «emendare, distinguere e annotare», cioè correggere, interpungere e chiosare quegli scritti, senza creare una vera scuola di grammatica, ma passando il pomeriggio con poche persone «tra molte chiacchiere e rare letture». Per questo motivo fece poche e brevi pubblicazioni su alcune «minute questioncelle» (probabilmente le Commentationes), ma lasciò molte osservazioni sull'antico latino.

## Opere
Curò edizioni critiche di Lucrezio, Virgilio, Orazio, Terenzio e Persio e, in genere, fu attento soprattutto allo studio della letteratura latina arcaica, che riportò in auge contro le tendenze moderniste di Remmio Palemone.
La sua autorità fu tenuta in gran conto e per questo gli furono attribuite numerose opere, quali le Notae iuris e una biografia di Virgilio. Presentano interpolazioni e aggiunte i suoi commenti alle Bucoliche e alle Georgiche di Virgilio, mentre sicuramente apocrifi sono i Catholica e gli Instituta Artium.
Tra le opere perdute, una Epistula ad Marcellum, il Commentarius de occulta litterarum significatione in epistularum C. Caesaris scriptura e, in ambito più propriamente grammaticale, De inaequalitate consuetudinis, De temporum conexione, De genetivo graeco, De litteris singularibus.

### Manoscritti
- De iuris notarum, fragm., XV secolo, Milano, Biblioteca Ambrosiana, Fondo manoscritti, ms. I 115 sup. (9),  ff. 141v-142v.